# Platja de Cala Urgell
La platja de Cala Urgell és una platja del municipi de Sant Feliu de Guíxols (Baix Empordà), situada al bell mig de l'espai protegit del massís de l'Ardenya, en un entorn natural i salvatge, entre la platja de Cala Joana, al sud, i la cala d'en Bosc, al nord. La cala, gran i oberta, s'emmarca entre els penyals de la Punta d'en Bosc, al nord, i la Punta d'en Romaguer, al sud. Orientada a l'est, té una longitud de 72 m i una amplada mitjana d'11 m, formada per còdols i blocs. Just a tocar del mar hi ha un petit gorg d'aigua dolça. S’hi accedeix per un estret i dificultós corriol que baixa des de la carretera GI-692, que enllaça Tossa de Mar i Sant Feliu de Guixols.